# 纪录片：终结历史之人
《纪录片：终结历史之人》（英語：The Man Who Ended History: A Documentary）是美籍华裔作家刘宇昆在2011年所发表的一篇科幻小说。最初发表在短篇小说集《Panverse Three》上。小説以偽紀錄片腳本的形式讲述了后世穿越到731部队的历史现场，重新目睹那场灾难的故事。此小说入围了雨果奖最佳中篇小说和星云奖最佳中篇小说，并获得了伊格诺特斯奖最佳外语短篇奖。

## 剧情简介
本小说虚构了一个名为《终结历史之人》的纪录片。该“纪录片”由香港“回忆”影视有限责任公司和日本“仁恕”工作室联合出品。由赫拉克利特·涉江制作。
桐野明美是费曼实验室的首席科学家，她证实了玻姆－桐野粒子的存在。通过测算这种粒子可以看到过去所发生的事情，而这种跨时空的观察只能进行一次：历史片段被“观看”过一次后无法被再次看见。埃文·魏是她的丈夫。他们利用这种粒子开发的技术可以将人送回过去。他们决定要通过这种技术揭开731部队的历史真相。莉莉安·C·张薇思为了寻找自己的姑姑，报名了该技术测试的志愿者。她来到了731部队的现场，看到了人体实验和强暴等日军罪行。之后她参加了美国众议院的听证会，揭露了这些历史真相。“纪录片”还“采访”了一个参与过731部队的日军士兵，他承认了这些罪行。
该技术引发了巨大的争议。日本政府认为这是中国的政治表演。埃文为了确保项目在西方世界的政治公信力，而拒绝了中国的参与，最终令中国政府叫停了埃文的工作。在埃文计划研究朝鲜战争期间使用的生物武器后，美国也关闭了埃文的实验室。由于每一个民族都有自己不堪回首的过去，世界各国政府达成高度一致，签署通过了“时间旅行中止令”。最终，埃文跳轨自杀，明美也通过该技术发现自己的外祖父是731部队的成员。
“纪录片”中“采访”了大量人士。考古专家认为个人的哀痛耗费了大量珍贵的历史片段。历史教授认为这种只能“看”一次历史的技术形成的证据不具有可靠性。有些人对日方的罪行表示愤怒，但也有人表示这是过去的历史不要抓住不放。

## 创作
刘宇昆称创作这部小说是受到美籍华裔作家、《南京大屠杀》的作者张纯如自杀的触动，因此也有人误认为该小说反思的是南京大屠杀。刘宇昆也称特德·姜的《纪录片：爱你所见》启发了他用纪录片的形式写这个故事。“纪录片”中穿插有大量的“民众采访”片段，其原型来自于网络评论以及作者与持有此类观点人士的直接交流内容。刘宇昆自认为这是他最自豪的作品。这篇小说的中文版由科幻作家夏笳翻译。

## 评价
《文艺报》评论称该小说呈现了“对历史真相的挖掘与遮蔽之间的悖论”。其认为该小说揭开了历史背后政治博弈，同时也讨论了历史对于个人的意义。并借助科幻小说摆脱了历史叙述的束缚，“‘掌控过去’不再仅仅是某种文学隐喻，而变成一桩极为现实的问题”。其也认为小说中展现了多元的历史观，唤起了更多人对于这段历史的认知与关注。
科幻作家飞氘认为这个故事像几何中的辅助线一样，打开了理解历史的新空间。同时他也对“历史终结”这一概念进行了解读，认为其既指官方叙事的终结，也指历史叙事的终结。NPR认为，这篇小说是对国家、记忆、责任以及过去究竟属于谁的一次令人痛心的沉思。Tangent Online认为，这篇故事是2011年最有影响力的故事之一，他认为政府和民众对历史的反应比战争本身还要糟糕。
En attendant Nadeau认为小说通过描写争议，揭示了导致历史罪行被掩盖的各种过程。其中的采访揭示了民众对历史缺乏兴趣以及普遍存在的偏见。小说通过纪录片的形式使得不同的观点得以生动有效地呈现。

## 收錄
本作的中譯本曾收錄於《思维的形状：刘宇昆作品集》，2014年北京清華大學出版社出版。